# 马舍努瓦尔
马舍努瓦尔（法語：Marchenoir，法語發音：[maʁʃənwaʁ]），又称马什努瓦，是法国卢瓦-谢尔省的一个市镇，属于布卢瓦区。

## 地理
马舍努瓦尔（47°49'24"N, 1°23'41"E）面积9.42 平方千米，位于法国中央-卢瓦尔河谷大区卢瓦-谢尔省，该省份为法国中北部省份，北起厄尔-卢瓦省，东北接卢瓦雷省，东南接谢尔省，南至安德尔省，西南接安德尔-卢瓦尔省，西北接萨尔特省。
与马舍努瓦尔接壤的市镇（或旧市镇、城区）包括：欧坦维尔、勒普莱西莱谢勒、圣洛朗德布瓦、博斯地区圣莱奥纳尔。

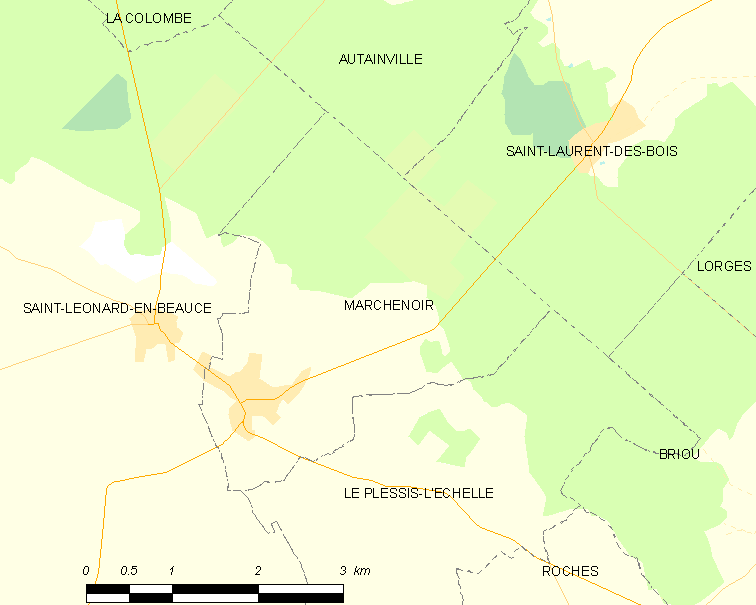
马舍努瓦尔的OSM定位图

马舍努瓦尔的时区为UTC+01:00、UTC+02:00（夏令时）。

## 行政
马舍努瓦尔的邮政编码为41370，INSEE市镇编码为41123。

## 政治
马舍努瓦尔所属的省级选区为拉博斯县。

## 人口

1962-2008年间马舍努瓦尔人口变化图示

马舍努瓦尔于2022年1月1日时的人口数量为679人。